# Дейч, Михаил Ефимович
Михаи́л Ефи́мович Дейч (30 октября [12 ноября] 1916, Ярославль — 3 января 1994, Москва) — советский и российский учёный-теплоэнергетик, механик и инженер. Доктор технических наук, профессор МЭИ; внёс важнейший вклад в развитие теории и практики аэродинамики турбин. Государственная премия СССР (1981).

## Биография и научная деятельность
Михаил Ефимович Дейч родился 30 октября (12 ноября) 1916 года в Ярославле, в семье рабочего-революционера Ефима Ароновича Дейча (участвовал в подпольной революционной деятельности — сначала в составе Бунда, позже вступил в ВКП(б); в 1930-е гг. находился на дипломатической работе в Австрии и Германии, умер в 1942 году в осаждённом Ленинграде). Михаил Дейч учился в средней школе в Ленинграде, но завершил среднее образование в Вене (где в 1931—1934 гг. по месту работы Е. А. Дейча жила вся его семья).
В Вене Михаил Дейч поступил в Венскую высшую техническую школу, но в 1934 году Е. А. Дейча перевели на работу в Берлин, а его семья вернулась в Ленинград. Там Михаил Дейч поступил на энергомашиностроительный факультет Ленинградского индустриального института (ЛИИ, в 1940—1990 годах — Ленинградский политехнический институт имени М. И. Калинина, ЛПИ) и окончил его с отличием в 1938 году, получив квалификацию инженера-механика по специальности «паровые турбины».
По распределению был направлен инженером-испытателем паровых турбин в энерголабораторию Ленинградского районного управления «Ленэнерго», но в 1939 году был рекомендован в аспирантуру при кафедре паровых турбин ЛИИ; его научным руководителем стал выдающийся советский теплоэнергетик А. А. Радциг. Теоретическую часть своей будущей диссертации М. Е. Дейч выполнял в ЛПИ, экспериментальную — в лаборатории паровых турбин Ленинградского металлического завода имени И. В. Сталина (ЛМЗ); одновременно читал курсы термодинамики и тепловых двигателей на электромеханическом факультете ЛПИ.
После начала Великой Отечественной войны М. Е. Дейч вместе с металлическим заводом был эвакуирован на Урал, в город Верхняя Салда Свердловской области; там он продолжал работать инженером-исследователем в лаборатории паровых турбин. В 1942 году М. Е. Дейч на совете энергетического факультета Уральского индустриального института защитил диссертацию на соискание учёной степени кандидата технических наук (тема — «Исследование аэродинамических сопротивлений в направляющих каналах паровых турбин при дозвуковых скоростях»). В том же году как специалист-аэродинамик он был переведён в распоряжение НИИ ВВС Красной Армии в г. Чкаловск, а в 1944 году — в Центральное Артиллерийское Конструкторское Бюро (ЦАКБ) НКВ СССР в г. Калининград Московской области, где работал до 1949 года.
В 1943 году по приглашению А. В. Щегляева Дейч вернулся к педагогической деятельности: он был приглашён (сначала по совместительству) на кафедру Тепловых двигателей (с 1950 года — кафедра Паровых и газовых турбин, ПГТ) новообразованного Энергомашиностроительного факультета МЭИ. Здесь он читал для студентов специальности «Турбиностроение» курс основ газодинамики, а в 1949 году перешёл в МЭИ на постоянную работу и проработал на кафедре ПГТ до конца своей жизни.
М. Е. Дейч стал основателем и руководителем отдела газодинамических исследований элементов проточной части паровых и газовых турбин кафедры ПГТ. В созданной при отделе новой газодинамической лаборатории уже в 1951 году под руководством Дейча начались систематические опытные исследования решёток турбомашин самых разнообразных типов, включавшие детальное изучение структуры потока в каналах различной формы — как при дозвуковых, так и при сверхзвуковых скоростях потока. К концу 1950-х годов на основе выполненных в газодинамической лаборатории теоретических и экспериментальных исследований была создана серия новых аэродинамически совершенных решёток, которая полностью обеспечивала потребности бурно развивавшейся турбиностроительной промышленности СССР.
В 1956 году М. Е. Дейч защитил диссертацию на соискание учёной степени доктора технических наук (тема — «Экспериментальные исследования и основы аэродинамического расчёта ступеней паровых и газовых турбин»). Затем он стал инициатором создания при кафедре ПГТ и руководителем уникальной Проблемной лаборатории турбомашин, штат которой включал около 200 научных сотрудников, инженеров и механиков. Поддерживал тесные связи с турбинными заводами СССР, прежде всего с Калужским турбинным заводом (КТЗ), а также с Ленинградским металлическим заводом (ЛМЗ), Уральским турбомоторным заводом (УТМЗ), Харьковским турбогенераторным заводом (ХТГЗ).
Был участником и руководителем различных научно-технических советов: НТС Минэнергомаша, совета по проблеме «Теплофизика» и совета по газовым турбинам АН СССР, учёных советов МЭИ, ИВТ АН СССР и ВНИИАМ. Входил в состав редколлегии журнала «Известия АН СССР. Энергетика и транспорт».
90-летию М. Е. Дейча было посвящено специальное заседание Четвертой Российской национальной конференции по теплообмену (РНКТ-4).
Похоронен на Троекуровском кладбище (10-й участок).

## Научная деятельность
Среди основных научных достижений М. Е. Дейча:
- создание и разработка нового направления — газодинамики двухфазных сред;
- разработка профилей лопаточных аппаратов для широкого диапазона рабочих параметров, которые используются в большинстве турбин, выпускавшихся в СССР и выпускаемых в современной России;
- разработка так называемых «саблевидных» лопаток и методики их профилирования;
- разработка двухпоточных радиально-осевых ступеней, специальных профилей для влажного пара и т. д.

В своей кандидатской диссертации (1942) М. Е. Дейч проанализировал формирование вторичных течений и влияние последних на потери энергии в сопловой решётке и предложил (по-видимому, впервые в мире) классическую методику определения суммарных потерь в решётке турбомашины как суммы профильных и вторичных потерь. В статье 1945 года он представил результаты экспериментальных исследований структуры потока в криволинейных каналах прямоугольного сечения, в ходе которых было обнаружено возникновение парного вихревого течения вблизи торцовых стенок; применительно к решёткам турбомашин данный эффект и обеспечивал наличие зоны повышенных вторичных потерь кинетической энергии.
В период с 1950 по 1970 гг. на кафедре Паровых и газовых турбин МЭИ под руководством профессора М. Е. Дейча были разработаны, исследованы и внедрены на заводах СССР и других стран турбинные решётки и ступени, полностью обеспечившие потребности советской турбинной промышленности. На многих заводах в ряде стран конструкторы при разработке проточных частей турбин до сих пор руководствуются Атласом турбинных профилей МЭИ.
В частности, в 1962 году в совместной статье М. Е. Дейча и его учеников было предложено применять пространственное профилирование лопаток турбин с наклоном в тангенциальной плоскости (так называемые «саблевидные» лопатки). Такое профилирование имеет целью заметно снизить уровень потерь кинетической энергии по сравнению со случаем прямых радиально установленных лопаток и тем самым обеспечить прирост КПД турбины. Первые мощные паровые турбины, обладающие саблевидным направляющим аппаратом, были выпущены фирмой Siemens в середине 1980-х годов, а в настоящее время многие ведущие производители турбин (Siemens, Mitsubishi, Alstom, Škoda, Gio. Ansaldo & C., ПАО «Силовые машины» и др.) используют направляющие аппараты с комбинированной меридиональной и тангенциальной саблевидностью.
С началом работ по созданию в СССР атомных электростанций на кафедре Паровых и газовых турбин МЭИ было создано новое научное направление «Газодинамика двухфазных сред», которое послужило научной основой для разработки турбин и турбоустановок АЭС и цилиндров низкого давления турбоагрегатов для ТЭС. В Проблемной лаборатории турбомашин МЭИ были разработаны новые методы сепарации влаги из проточных частей турбин АЭС, методы расчёта решёток и ступеней на влажном паре, решены некоторые вопросы оптимизации проточных частей. Группа учёных кафедры (включая М. Е. Дейча) в 1981 г. была удостоена Государственной премии СССР за фундаментальные научные разработки в области «Исследование газодинамики двухфазных сред».
Подготовил более 100 кандидатов наук, 10 докторов наук; среди его учеников — академик РАН, бывший директор ВНИИАМа Г. А. Филиппов. М. Е. Дейчу принадлежит несколько десятков авторских свидетельств на изобретения и патентов.

## Публикации
М. Е. Дейч — автор более 300 научных публикаций, 17 монографий, учебников и учебных пособий, ряд из которых являются основными работами по рассматриваемой тематике. Книги М. Е. Дейча переведены на английский, немецкий, китайский, чешский и другие языки.

### Отдельные издания
- Дейч М. Е. Техническая газодинамика (Основы газодинамики турбин). — М.—Л.: Госэнергоиздат, 1953. — 544 с.
- Дейч М. Е. Гл. V. Гидроаэромеханика // Теплотехнический справочник. Т. I. Теоретические основы. — М.—Л.: Госэнергоиздат, 1957. — 722 с.
- Дейч М. Е., Самойлович Г. С. Основы аэродинамики осевых турбомашин. — М.: Машгиз, 1959. — 428 с.
- Дейч М. Е. Техническая газодинамика. 2-е изд. — М.—Л.: Госэнергоиздат, 1961. — 671 с. Архивировано 7 августа 2007 года. (Книга переведена в Китае и США)
- Dejč M. E. Technická dynamika plynů. — Praha: SNTL — Nakladatelství technické literatury, 1967. — 659 S. — (Teoretická knižnice inženýra).
- Дейч М. Е., Трояновский Б. М. Исследования и расчёты ступеней осевых турбин. — М.: Машиностроение, 1964. — 628 с.
- Дейч М. Е., Филиппов Г. А., Лазарев Л. Я. Атлас профилей решёток осевых турбин. — М.: Машиностроение, 1965. — 96 с.
- Дейч М. Е., Филиппов Г. А. Газодинамика двухфазных сред. — М.: Энергия, 1968. — 423 с.
- Дейч М. Е., Зарянкин А. Е. Газодинамика диффузоров и выхлопных патрубков турбомашин. — М.: Энергия, 1970. — 384 с.
- Дейч М. Е. Техническая газодинамика. 3-е изд. — М.: Энергия, 1974. — 592 с.
- Дейч М. Е., Циклаури Г. В. Элементы магнитной газодинамики: конспект лекций. — М.: Изд-во МЭИ, 1974. — 129 с.
- Dejc M. E., Trojanovskij B. M. Untersuchung und Berechnung axialer Turbinenstufen. — Berlin: VEB Verlag Technik, 1973. — 784 S. (Расширенное и переработанное издание книги 1964 года на немецком языке)
- Дейч М. Е. Гл. 1. Механика жидкости и газа // Теплотехнический справочник. Т. II. — М.: Энергия, 1976. — 896 с.
- Дейч М. Е., Филиппов Г. А. Газодинамика двухфазных сред. 2-е изд. — М.: Энергоиздат, 1981. — 472 с.
- Дейч М. Е., Зарянкин А. Е. Гидрогазодинамика. — М.: Энергоатомиздат, 1984. — 384 с.
- Дейч М. Е., Филиппов Г. А. Двухфазные течения в элементах теплоэнергетического оборудования. — М.: Энергоатомиздат, 1987. — 328 с.
- Дейч М. Е. Газодинамика решёток турбомашин. — М.: Энергоатомиздат, 1996. — 528 с. — ISBN 5-283-00155-5.

### Некоторые статьи
- Дейч М. Е.  К вопросу о концевых потерях в направляющих каналах паровых турбин // Советское котлотурбостроение. — 1945. — № 6.
- Дейч М. Е., Губарев А. В., Филиппов Г. А., Ван Чжун-ци.  Новый метод профилирования направляющих решёток ступеней с малыми d/l // Теплоэнергетика. — 1962. — № 8. — С. 42—47.
- Дейч М. Е., Циклаури Г. В.  Исследование переохлаждения и структуры потока влажного пара при истечении из суживающихся сопел // Теплофизика высоких температур. — 1964. — Т. 2, вып. 3. — С. 454—463.
- Дейч М. Е., Данилин В. С., Циклаури Г. В., Шанин В. К.  Исследование течения влажного пара в осесимметричных соплах Лаваля в широком диапазоне степеней влажности // Теплофизика высоких температур. — 1969. — Т. 7, вып. 2. — С. 327—333.
- Дейч М. Е., Стекольщиков Е. В.  Скорость звука и декремент затухания в двухфазных средах // Теплофизика высоких температур. — 1969. — Т. 8, вып. 5. — С. 989—997.
- Дейч М. Е., Данилин В. С., Селезнёв Л. И., Соломко В. И., Циклаури Г. В., Шанин В. К.  Критические условия в двухфазных потоках с непрерывной паровой или газовой фазой // Теплофизика высоких температур. — 1974. — Т. 12, вып. 2. — С. 344—353.
- Дейч М. Е., Салтанов Г. А., Кукушкин А. Н.  Анализ нестационарных течений с фазовыми превращениями // Теплофизика высоких температур. — 1977. — Т. 15, вып. 3. — С. 581—588.

### Редактирование
Под редакцией М. Е. Дейча вышли также следующие переводные издания:
- Соу С. Л. Гидродинамика многофазных систем / Пер. с англ.; под ред. М. Е. Дейча. — М.: Мир, 1971. — 536 с.
- Бартльме Ф. Газодинамика горения / Пер. с нем.; под ред. М. Е. Дейча. — М.: Энергоиздат, 1981. — 280 с.